# ولایت خودمختار دالی بای
ولایت خودمختار دالی بای (به انگلیسی: Dali Bai Autonomous Prefecture) یک ولایت خودمختار در چین است که در یون‌نان واقع شده‌است. ولایت خودمختار دالی بای ۲۹٬۴۵۹ کیلومتر مربع مساحت و ۳٬۴۵۶٬۰۰۰ نفر جمعیت دارد.